# Jean Beaufret
Jean Beaufret (Auzances, 2 de mayo de 1907-París, 7 de agosto de 1982) fue un filósofo francés y un germanista muy influido por la recepción de la obra de Martin Heidegger.

## Trayectoria
Tras estudiar en la École normale supérieure Beaufret logró la agregación de filosofía en 1933. Empezó su carrera como profesor de secundaria. Inicialmente se interesó por la filosofía alemana del siglo XIX, así Georg Wilhelm Friedrich Hegel, Johann Gottlieb Fichte y Karl Marx. También se interesó por el pensamiento de Jean-Paul Sartre.
Por otro lado, antes de la Segunda Guerra Mundial conoció y trató a figuras como Paul Éluard, Maurice Merleau-Ponty, André Breton y Paul Valéry. Participó en la Resistencia contra los alemanes.
En 1946, Beaufret pudo tratar a Heidegger, en ese momento puesto en cuestión por su cercanía a los nazis. Beaufret le habló a Heidegger sobre el desarrollo del existencialismo en Francia, y Heidegger escribió para responderle su Brief über den Humanismus (Carta sobre el humanismo). Beaufret fue a visitar a Heidegger en su cabaña de Todtnauberg, en 1947, con alguno de sus alumnos; entre ellos, estaba Jean-François Lyotard.
Beaufret permanecería asociado profundamente a la obra de Heidegger, y también a las controversias sobre esta figura. No logró un puesto universitario, pero su obra fue muy leída. Entre sus principales díscípulos están François Fédier y Pierre Jacerme. La disolución del grupo de heideggerianos franceses y las turbulencias del affaire Faurisson empañaron sus días finales. Sobre este último, claro negacionista, hubo una gran discusión, muy compleja (en la que también medió Noam Chomsky hablando de la libertad de expresión).